# HD 9446 c
HD 9446 c es una exoplaneta descubierto en 2010 que orbita la estrella HD 9446 en la constelación de Triangulum, 53 pc de la Tierra.